# Emblyna melva
Emblyna melva là một loài nhện trong họ Dictynidae.
Loài này thuộc chi Emblyna. Emblyna melva được Ralph Vary Chamberlin & Willis J. Gertsch miêu tả năm 1958.